# Akwarium (zespół muzyczny)
Akwarium (ros. Аквариум) – jeden z najbardziej znanych rosyjskich zespołów muzycznych, działający od 1972 roku. Grupa stała się bardzo popularna w Rosji, na Ukrainie i w krajach bałtyckich.

## Historia
Liderem grupy jest od początku jej istnienia Boris Griebienszczikow (Борис Гребенщиков) – gitarzysta, autor większości utworów oraz główny wokalista. Resztę składu w 2006 r. stanowili
Boris Rubiekin (Борис Рубекин) – instrumenty klawiszowe, Oleg ‘Szarr’ Szawkunow (Олег 'Шарр' Шавкунов) – perkusja oraz Igor Timofiejew (Игорь Тимофеев) – instrumenty dęte i gitara. Na przestrzeni ponad trzydziestu lat z zespołem związanych było jeszcze kilkudziesięciu muzyków.

## Styl muzyczny
Utwory Borysa Griebienszczikowa i zespołu Akwarium zaliczyć można do bardzo różnorodnych stylów. Niektóre przypominają ballady i protest-songi rosyjskich bardów, inne zdradzają wpływ
muzyki zachodniej, autorów takich, jak The Beatles, Bob Dylan, David Bowie, twórców rocka progresywnego, np. Jethro Tull, King Crimson czy Roxy Music, a także reggae i rapu.
Borys Griebienszczikow nagrał kilka płyt poza zespołem Akwarium, niektóre wspólnie z Gabrielle Roth and the Mirrors.
Nagrał m.in. płytę z utworami Aleksandra Wiertinskiego, jednak większość jego twórczości to autorskie poetyckie teksty inspirowane rosyjskimi podaniami ludowymi, problemami współczesności i kulturą hinduską.

## Dyskografia
- 1972 – Iskuszenije Swiatogo Akwariuma
- 1973 – Mienuet ziemledielcu
- 1974 – Pritczi grafa Diffuzora
- 1976 – S toj storony zierkalnogo stiekła
- 1978 – Wsie bratja – siestry
- 1981 – Sinij albom
- 1981 – Trieugolnik
- 1981 – Elektriczestwo
- 1982 – Akustika
- 1982 – Tabu
- 1983 – Radio Afrika
- 1984 – Ichtiołogija
- 1984 – Dienʹ Sieriebra
- 1985 – Dieti Diekabria
- 1986 – Diesiatʹ strieł
- 1987 – Rawnodie
- 1989 – Radio Silence (po angielsku)
- 1990 – Radio London (po angielsku)
- 1991 – Russkij albom
- 1993 – Lubimyje piesni Ramziesa IV
- 1994 – Pieski Pietierburga
- 1994 – Kostroma mon amour
- 1995 – Nawigator
- 1996 – Snieżnyj lew
- 1997 – Gipierborieja
- 1997 – Lilit (Lilith) = wydane w Rosji i w USA
- 1999 – Psi (Ψ)
- 2001 – Doistoriczeskij Akwarium
- 2002 – Siestra Chaos
- 2003 – Piesni rybaka
- 2005 – ZOOM ZOOM ZOOM
- 2006 – Biespiecznyj russkij brodiaga
- 2006 – Love Songs
- 2008 – White Horse

- Oprócz powyższych, ukazało się wiele kompilacji i zapisów koncertowych, zawierających wiele utworów nie znajdujących się na wyżej wymienionych płytach.